# 란프엉
란프엉(Lan Phương, 1983년 3월 5일 ~ )은 베트남의 영화 배우, 텔레비전 배우, 연극 배우, 희극인이다. 하노이 출신이며 10세 시절에 가족들과 함께 붕따우로 이주했다. 18세 시절에 호찌민 시로 이주했고 호찌민 시 연극 영화 대학교를 졸업하면서부터 배우로 활동했다.